# Artemidoros van Daldis
Artemidoros van Daldis (ca. 135-ca. 200) was een Griekse droomuitlegger die leefde in de tweede eeuw n.Chr. Over zijn leven is niet veel bekend. Hij werd geboren in de welvarende stad Efeze, in een periode waarin veel gereisd kon worden dankzij de Pax Romana en dat deed hij dan ook. Op grond van de vele citaten van dichters in zijn boek, mag men ook aannemen dat hij wel een ontwikkeld man was. Door zijn reizen en bibliotheek kan daarbij tevens aangenomen worden dat hij bemiddeld was. Omdat zijn moeder geboren was in Daldis, verwees de droomuitlegger naar zichzelf als 'van Daldis'.
Als droomuitlegger is hij bekend om zijn Oneirokritika ("Droomboek"). Volgens hem begon hij zelf aan het "Droomboek" op verzoek van de god Apollo van Daldis. Dergelijke teksten waren meer in omloop en Artemidoros meldt dat hij niet alleen diverse keren droomuitleggers in de praktijk aan het werk heeft gezien, maar dat hij ook het werk van zijn voorgangers gelezen en in zijn bezit heeft. Zijn werk is de belangrijkste bron voor de Somnia Danielis.